# Демонстративное поведение
Демонстративное поведение — понятие, используемое в психологии. В широком смысле присутствует в самой разнообразной психопатологической симптоматике: охваченный депрессией человек демонстрирует, осознаёт он это или нет, что всё потеряло для него интерес, и он не находит больше в жизни смысла; при мании величия — демонстрируется преимущество перед другими, ценность своих идей и т. п.
В узком смысле — как стремление привлечь к себе внимание — демонстративное поведение наиболее ярко выражено в симптоматике, нозологически относимой к истерии. Термины «демонстративная личность» и «истерическая личность» иногда употребляются как синонимы.
Демонстративное поведение наиболее заметно у животных, имеющих специальные органы (например, хвост павлина), хотя иногда не менее ярко обнаруживается в виде действий или звуков: соловьи поют, голуби воркуют.
В России исследованием демонстративного поведения занимался В. К. Вилюнас. Его исследования выявили различные мотивации демонстративного поведения:
- автономное самодемонстрирование, обычно обнаруживающееся в побуждаемой другими мотивами деятельности и делающее человека небезразличным к тому, как эта деятельность воспринимается другими;
- инструментальное приобретающее демонстрирование, используемое как средство достижения положительных целей;
- инструментальное защитное демонстрирование как средство предотвращения неблагоприятного развития событий;
- демонстрирование, сохраняющее или изменяющее «образ Я» вследствие ассимиляции производимого на других впечатления;
- демонстрирование, служащее разрядке напряжения.